# AGM-79 Blue Eye
Die AGM-79 Blue Eye ist eine Luft-Boden-Rakete, die von Martin Marietta entwickelt wurde. Das ursprüngliche Ziel des Programmes war es, die AGM-12 Bullpup zu verbessern. Als Basis wurde dafür die C-Version der AGM-12 verwendet. Da das Hauptproblem der Bullpup die schlechte Zielgenauigkeit war, wurde das manuelle Zielsystem durch ein TV-Zielsystem ersetzt. Damit konnte der Pilot/Bordschütze das Ziel über einen Monitor markieren. Die Rakete suchte sich dann automatisch ihr Ziel, ohne dass das Ziel weiter markiert werden musste.
Unter der Bezeichnung XAGM-79A wurden Ende 1968 einige Prototypen abgefeuert. Zu Anfang des Jahres 1970 wurde die Entwicklung eingestellt.

## Technische Daten
- Länge: 4140 mm
- Durchmesser: 460 mm

## Ähnliche Modelle
- AGM-80 Viper
- AGM-83 Bulldog